# سکرو جی. ئه‌ره. آ
سکرو جی.ئه‌ره.آ (به ایتالیایی: Sacro GRA) نام فیلم مستندی است محصول ایتالیا که در سال ۲۰۱۳ به کارگردانی جان‌فرانکو رُزی توزیع شد. این فیلم توانست جایزه شیر طلایی جشنواره فیلم ونیز را در سال ۲۰۱۳ از آنِ خود کند. سکرو جی.ئه‌ره.آ اولین فیلم مستندی است که این جایزه را گرفته است.
این فیلم زندگی را در حاشیهٔ جادهٔ کمربندیِ شهر رم به تصویر کشیده است. جانفرانکو رُزی دو سال را به فیلمبرداریِ سکرو جی.ئه‌ره.آ گذرانده و تدوین این فیلم ۸ ماه طول کشیده است.